# Rose Dujardin-Beaumetz
Pour les articles homonymes, voir Dujardin-Beaumetz.
Rose Dujardin-Beaumetz, née Aline Marie Rose Dujardin-Beaumetz à Paris (17e arrondissement) le 26 décembre 1882 et morte à Carcassonne le 23 janvier 1967, est une peintre française.

## Biographie
Nièce d'Étienne Dujardin-Beaumetz, élève de Jules Louis Rame, elle expose en 1926 à la Rétrospective du Salon des indépendants les toiles Grande marée, Une cale à Roscoff, Le Port des Sables-d'Olonne, Nu en plein air et Le Village de Villelonge puis en 1927, Denyse, en 1928 un Portrait de Mme A... et en 1929, Sous-bois au printemps.
Elle obtient une médaille d'argent à la Foire-Exposition de Beyrouth en 1921.
Elle est élue maire de La Bezole de 1945 à juin 1966. Elle démissionne alors pour raison de santé.